# Fort Sesfontein
Das Fort Sesfontein und Friedhof war ein Nationales Denkmal in Namibia. Es liegt nahe der kleinen Ortschaft Sesfontein im Kaokoveld.
1896 wurde das Fort von der deutschen Schutztruppe errichtet. Man wählte hierfür das Gebiet um Sesfontein (Sechs Quellen) aufgrund der guten Wasserversorgung für Vieh und Pferde. Es diente vor allem als Kontrollpunkt gegen die Rinderpest, Wilderei und den Waffenschmuggel.
1914 wurde das Fort aufgegeben. In den Jahren darauf verfielen das Fort und der deutsche Soldatenfriedhof bis auf die Grundmauern. 1984 wurden das Fort und der Friedhof zum Nationalen Denkmal erklärt. Dieser Status wurde am 31. Oktober 1989 wieder aberkannt. Fünf Jahre später begannen private Investoren mit der Restaurierung des Forts auf Grundlage historischer Fotos und dem Ausbau zur Fort Sesfontein Lodge, einem kleinen Hotel mit 46 Betten, Restaurant und Campingmöglichkeiten.

## Galerie

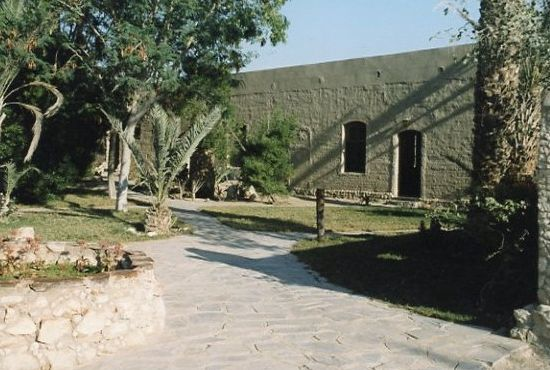
Innenhof des Forts
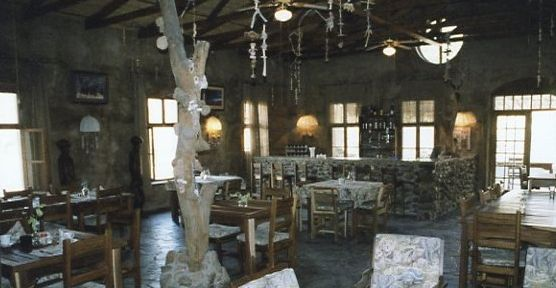
Im Fort (heutiges Restaurant der Lodge)